# Імператорський тамарин
Імператорський тамарин (Saguinus imperator) — вид тамаринів, нібито так названий через свою схожість з німецьким імператором Вільгельмом II. Мешкає в західних бразильських штатах Акрі і Амазонас , в південно-західній частині Амазонської низовини, на сході Перу, на півночі Болівії.
Його хутро переважно сірого забарвлення з жовтуватими вкрапленнями на грудях, лапи чорного кольору, а хвіст — коричневого. Видатною є його довга біла борода, яка розходиться в обидва боки аж за плечі. Тамарин досягає довжини 23-26 см з  довжиною хвоста 35–41.5 см Він важить приблизно 500 грамів.

## Фізичний опис
1. 1 2 3  Ravetta, A.L.; Calouro, A.M.; Wallace, R.B.; Mollinedo, J.M.; Röhe, F.; Bicca-Marques, J.C.; Heymann, E.W.; Mittermeier, R.A. (2021). Saguinus imperator. IUCN Red List of Threatened Species. 2021: e.T39948A192551472. doi:10.2305/IUCN.UK.2021-1.RLTS.T39948A192551472.en. Процитовано 12 листопада 2021.
2. 1 2  Wildfacts - Emperor tamarin. BBC. April 2012.